# Andes Origen
Andes Origen (antes, Andes) es una marca de cerveza de origen argentino, fundada en 1921 por el inmigrante Otto Bemberg, oriundo de Alemania. Lleva dicho nombre en honor a la cordillera de los Andes. Es fabricada en la ciudad de Godoy Cruz de la provincia de Mendoza, al igual que en la Provincia de Buenos Aires. 
Actualmente es propiedad de Cervecería y Maltería Quilmes.

## Compañía
Fue inaugurada en 1921 con el nombre de «Cervecería y Maltería de los Andes» que fabricó dicha cerveza y hielo en sus inicios bajo la firma del Grupo Bemberg.
En 1967, se fusionó con la «Cervecería del Norte Argentino» dando lugar a una nueva fábrica conocida de allí en más como «Cervecería de Cuyo y Norte Argentino SACIF» pero con la inclusión años más tarde, de la planta de agua mineral «Eco de los Andes» volvió a cambiar su razón social a «Cuyo y Norte Argentino S.A.».

## Variedades
- Andes Blanca
- Andes Chopp
- Andes Porter
- Andes Red Lager
- Andes Honey (edición limitada, 20/09/2015)

#### Andes Origen
En 2018 se relanzó la marca, con el nombre de Andes Origen, siendo producida en Mendoza, con una mayor distribución en todo el territorio argentino.
- Andes Rubia
- Andes Negra
- Andes Roja
- Andes IPA Andina
- Andes Barley wine (edición limitada)
- Andes Vendimia (edición limitada) - con mosto de uva[3][4]
- Andes Trigueña